# NGC 2509
NGC 2509 (również OCL 630 lub ESO 561-SC7) – gromada otwarta znajdująca się w gwiazdozbiorze Rufy. Odkrył ją William Herschel 3 grudnia 1783 roku. Jest położona w odległości ok. 3 tys. lat świetlnych od Słońca.